# Theo Michielsens
Theo Michielsens (Ekeren, 5 maart 1919 – Wijnegem, 2 februari 2017) was een Belgisch notaris en burgemeester. Hij was lid van de CVP.

## Levensloop
In 1947 volgde hij Henri Saveniers op als burgemeester van Wijnegem, een mandaat dat hij zou uitoefenen tot de lokale verkiezingen van 1976. Hij werd opgevolgd als burgemeester door partijgenoot Leo Nuyts.
Hij verbleef de laatste jaren van zijn leven in woonzorgcentrum Rustenborg te Wijnegem, alwaar hij in september 2012 een van de eregasten was op de opening van de nieuwe infrastructuur. Theo Michielsens overleed in 2017 op 97-jarige leeftijd.
Michielsens was getrouwd en had zeven zonen. Zijn zoon Philippe Michielsens was lijsttrekker op de CD&V-kieslijst in Wijnegem bij de lokale verkiezingen van 2012.